# Settawut Wanthong
Settawut Wanthong (thailändisch เสฏฐวุฒิ วันทอง, * 19. Februar 1998) ist ein thailändischer Fußballspieler.

## Karriere
Settawut Wanthong stand bis 2018 beim Nongbua Pitchaya FC unter Vertrag. Der Verein aus Nong Bua Lamphu spielte in der zweithöchsten thailändischen Liga, der Thai League 2. Anfang 2019 wechselte er zum Ligakonkurrenten Udon Thani FC. Für den Verein aus Udon Thani absolvierte er 2019 acht Zweitligaspiele. Anfang 2020 unterschrieb er einen Vertrag beim Drittligisten Muang Loei United FC in Loei. Der Verein trat zuletzt in der North/Eastern Region der dritten Liga an. Mit dem Verein wurde er Vizemeister der Region. In den Aufstiegsspielen zur zweiten Liga konnte man sich nicht durchsetzen. Zu Beginn der Saison 2021/22 kehrte er zu seinem ehemaligen Verein Udon Thani zurück. Am Ende der Saison 2022/23 wurde er mit Udon Thani Tabellenletzter und stieg somit aus der zweiten Liga ab.